# Mad Pride
La Mad Pride est un mouvement de masse politiquement orienté qui regroupe les utilisateurs de services de santé mentale, les anciens utilisateurs et les personnes associées, et les personnes atteintes de maladie mentale doivent être fières de leur identité « folle ». Le premier événement de ce type, initié par des gens qui s'identifiaient survivants/consommateurs/ex-patients de psychiatrie s'appelait « Psychiatric Survivor Pride Day », et s'était tenu à Toronto, au Canada, le 18 septembre 1993. C'était une réponse aux préjugés envers les personnes ayant des antécédents psychiatriques et elle avait lieu chaque année dans cette ville, sauf en 1996. À la fin des années 1990, des événements similaires ont été organisés à Londres, en Angleterre et dans le monde entier : Australie, Irlande, Portugal, Suisse, Brésil, Madagascar en Afrique du Sud, États-Unis, attirant des milliers de participants.

## Mad Studies
Comme mentionné dans Mad matters: a critical reader in Canadian mad studies (LeFrançois, Menzies et Reaume, 2013) : « Mad Studies can be defined in general terms as a project of inquiry, knowledge production, and political action devoted to the critique and transcendence of psy-centred ways of thinking, behaving, relating, and being »:13 ; Mad Matters propose une discussion critique sur la santé mentale et la folie, de façon à démontrer la lutte, l'oppression, la résistance et les perspectives des personnes concernées pour contester la pensée dominante de la "maladie mentale":3 : « Mad Studies is a growing, evolving, multi-voiced and interdisciplinary field of activism, theory, praxis and scholarship. »:1.

## Histoire

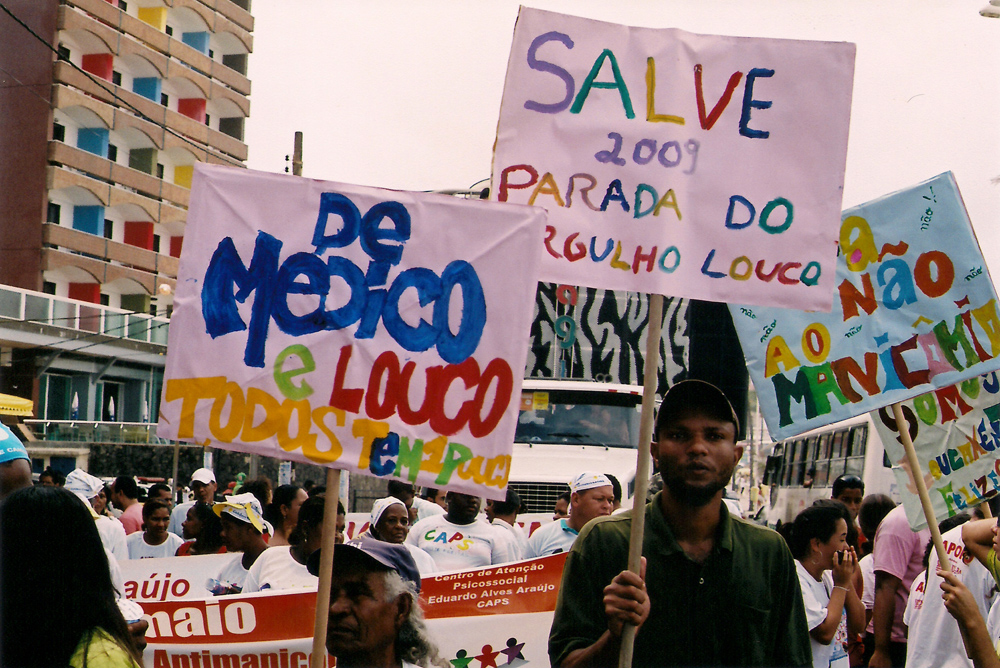
Mad Pride à Salvador, Brésil, en 2009.

La Mad Pride a été lancée en même temps qu'un livre éponyme, Mad Pride: A celebration of mad culture, publié en 2000. Le 11 mai 2008, Gabrielle Glaser a documenté la Mad Pride dans le The New York Times. Glaser a déclaré : « Just as gay-rights activists reclaimed the word queer as a badge of honor rather than a slur, these advocates proudly call themselves mad; they say their conditions do not preclude them from productive lives. » Le mouvement Mad Pride a également été mentionné dans le Huffington Post.
Les militants de la Mad Pride récupèrent des termes comme « fou », « dingue » et « psychotique », et grâce à une série de campagnes médiatiques, ils ré-éduquent le grand public sur des sujets divers comme les causes du handicap mental, l'utilisation des systèmes de santé mentale, et la pandémie de suicide ; l'un des militants fondateurs de la Mad Pride était Pete Shaughnessy, qui se suicida par la suite. Robert Dellar et « Freaky Phil » Murphy étaient d'autres fondateurs du mouvement. Mad Pride:  A celebration of mad culture marque le début du mouvement Mad Pride. On Our Own: Patient-Controlled Alternatives to the Mental Health System, publié en 1978 par Judi Chamberlin, est un texte fondateur du mouvement Mad Pride, bien qu'il ait été publié avant que le mouvement ait été lancé.

## Mad cultureet événement

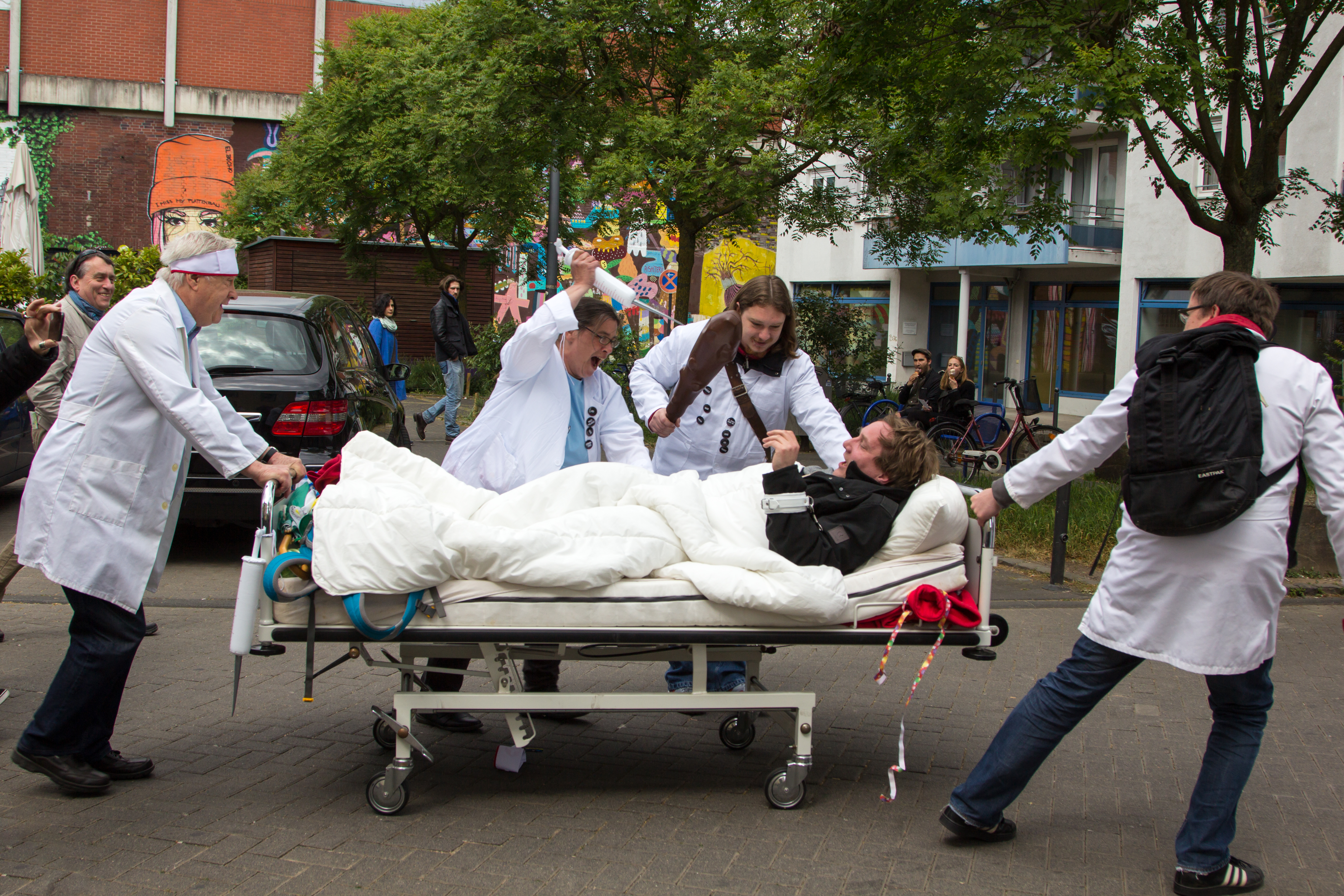
Bed Push à la Mad Pride de Cologne, en Allemagne, en 2016.

Le mouvement Mad Pride a donné naissance à des événements culturels réguliers à Toronto, Londres, et d'autres villes à travers le monde. Ces événements comprennent souvent de la musique, des lectures de poésie, des projections de films, et du théâtre de rue, telles que les manifestations « lit push », qui visent à sensibiliser la population aux faibles niveaux de choix de traitements et de la généralisation de l'utilisation de la force dans les hôpitaux psychiatriques qui comprenait le journaliste britannique Jonathan Freedland, et le romancier populaire Clare Allan. L'évènement culture de la Mad Pride a pris différentes formes, telles que le South London collective Creative Routes, le Chipmunka Publishing enterprise, et de nombreux travaux de Dolly Sen.

## Dans le monde
La Mad Pride Week à Toronto est proclamée par la ville elle-même, et en est à[Quand ?] sa quatorzième édition.
La première Mad Pride en France a eu lieu à Paris en 2014.
La première Mad Pride suisse a eu lieu à Genève en 2019,,. Une nouvelle édition suisse aura lieu à Lausanne, le 7 octobre 2023.
L'émission Primetime: The Outsiders de l'ABC-TV a présenté une partie de la Mad Pride du 25 août 2009 qui incluait l'interview de l'acteur Joey Pantoliano, le musicien Madigan Shive, et le directeur de MindFreedom International David W. Oaks.